# Genito-Pelvine Schmerz-Penetrationsstörung
Die Genito-Pelvine Schmerz-Penetrationsstörung bezeichnet bei Frauen auftretende, anhaltende oder wiederkehrende Schwierigkeiten in Bezug auf die gewünschte vaginale Penetration des Penis beim Vaginalverkehr. Auch das Einführen anderer Objekte in die Vagina, wie eines Fingers, Tampons oder des Spekulum bei gynäkologischen Untersuchungen, kann erschwert und in manchen Fällen unmöglich sein. Die Diagnose setzt sich aus den beiden Diagnosen Dyspareunie und Vaginismus zusammen und existiert seit der Vorstellung des DSM-5 im Jahr 2013.

## Symptome
Entsprechend dem Vorschlag von Yitzchak M. Binik wurden die wesentlichen Symptome der verschiedenen Formen einer genito-pelvinen Schmerz-Penetrationsstörung in vier Punkte unterteilt. Bei Vorliegen eines der vier möglichen Symptome kann die Diagnose Genito-Pelvine Schmerz-Penetrationsstörung vergeben werden:
- Probleme Geschlechtsverkehr zu haben
- Schmerzen im Genital- und Beckenbereich
- Angst vor diesen Schmerzen oder vor vaginaler Penetration
- Verkrampfung der Beckenbodenmuskulatur bei Versuchen der vaginalen Penetration" (Zitat: Julia Velten, 2018)[6]

Während der Mann mit dem Penis eindringt oder versucht einzudringen, treten bei der Frau deutliche vulvovaginale Schmerzen oder Unterleibsschmerzen auf, oder das Eindringen wird unmöglich. Bei genito-pelvinen Schmerz-Penetrationsstörungen besteht eine deutliche Furcht oder Angst vor Schmerzen in Erwartung von, während oder als Folge vaginaler Penetration. Damit einhergehend kann bei den betroffenen Frauen ein phobisches Vermeidungsverhalten in Hinblick auf Penetrationsversuche in unterschiedlichen Kontexten auftreten. Im Extremfall werden jegliche Stimuli und Situationen vermieden, die mit Sexualität, insbesondere mit vaginaler Penetration, assoziiert sind.
Eine genito-pelvine Schmerz-Penetrationsstörung bedeutet für die Betroffenen und ihre Sexualpartner meistens eine Einschränkung der Lebensqualität. Die Symptomatik kann sich beeinträchtigend auf Emotionen, Kognitionen, Körper und Verhalten auswirken und bei den Frauen zu einem hohen Leidensdruck führen. Betroffene Frauen berichten häufig ein geringes Selbstwertgefühl sowie Gefühle der Minderwertigkeit und Wertlosigkeit in Bezug auf Sexualität. Zu den primären Beweggründen für eine Behandlung zählen partnerschaftliche Probleme und darüber hinaus oftmals ein unerfüllter Kinderwunsch.

## Die Entstehung der Diagnose
Die GPSPS-Diagnose entstand im Zuge der Überarbeitung der Sektion zu sexuellen Funktionsstörungen im Klassifikationssystem DSM-5 durch Zusammenfassung der Störungsbilder Vaginismus und Dyspareunie. Die Entscheidung resultierte aus den Ergebnissen der empirischen Forschung, dass sich beide nicht verlässlich voneinander abgrenzen lassen. Gegenüber der Hervorhebung von vaginalen Muskelspasmen in den DSM-4-Diagnosekriterien für Vaginismus liegt der Schwerpunkt nun allgemein auf Penetrationsproblemen. Charakteristisch für Vaginismus ist die Angst vor Schmerzen bei vaginaler Penetration, was ebenfalls für eine Überlappung mit Dyspareunie spricht.

## Epidemiologie
Die Häufigkeit von Schmerzen während des Geschlechtsverkehrs ist mit 21 % am häufigsten in der Altersgruppe der 18-29-Jährigen, seltener mit 14 % bei Frauen zwischen 30 und 49 Jahren und am geringsten mit 8 % bei Frauen über 50 Jahren.

## Ätiologie
Bei prämenopausalen Frauen zählen Vulvodynie vom Typ der provozierten Vestibulodynie und/oder ein hyperaktiver Beckenboden sowie schmerzhafte Geburtsfolgen nach einer traumatischen Entbindung zu den häufigsten Ursachen einer äußeren (introitalen) Dyspareunie. Endometriose, chronische Unterleibsschmerzen und entzündliche Erkrankungen im Becken sind die Hauptursachen für eine tiefe Dyspareunie.
Bei Frauen nach der Menopause steht vaginale Atrophie als ätiologischer Faktor für eine äußere Dyspareunie im Vordergrund, die mit einer tiefen Dyspareunie einhergehen kann. Auch die Folgen einer chirurgischen Verkürzung der Vagina und/oder einer Strahlentherapie können zu tiefen sexuellen Schmerzen führen. Neuropathische Schmerzen können ebenfalls zu einer genito-pelvinen Schmerzstörung beitragen.

## Behandlung
Mögliche biologische Faktoren, aber auch psychosexuelle und kontextuelle Faktoren, die das Auftreten von Schmerzen prädisponieren, die Schmerzen auslösen und/oder aufrechterhalten, sollten von den behandelnden Fachärzten sorgfältig bewertet werden, um eine individuell zugeschnittene Behandlung zu entwickeln.
Ein internetbasiertes Behandlungsprogramm, das im Rahmen einer Studie der Universität Erlangen-Nürnberg entwickelt wurde, das Frauen mit GPSPS anonym und ortsunabhängig nutzen können, setzt auf eine Kombination aus verhaltenstherapeutischen Techniken, Beckenbodentraining und Einführungsübungen (siehe Vaginismus#Behandlung). Seit Februar 2022 ist es als Digitale Gesundheitsanwendung verfügbar.